# سیارک ۵۴۹
سیارک ۵۴۹ (به انگلیسی: 549 Jessonda، نامگذاری:1904PK) پانصد و چهل و نهمین سیارک کشف شده‌است که در ۱۵ نوامبر ۱۹۰۴ و در هایدلبرگ کشف شد.
قدر مطلق سیارک برابر ۱۱٫۰۱ است.